# JKT48
Le JKT48 sono un gruppo musicale idol indonesiano formato nel 2011.
Il nome del gruppo deriva da quello della città di Giacarta e da quello del gruppo idol giapponese AKB48. Il gruppo è stato fondato dal produttore Yasushi Akimoto e ha pubblicato un album in studio nel febbraio 2013.

## Formazione
A gennaio 2021 il gruppo era formato da 70 membri, divisi in tre team: Team J composto da 18 ragazze, Team KIII da 16 e Team T da 16. Uno dei membri (Aninditha Rahma Cahyadi) detiene una tripla posizione in tutti i team. Il gruppo comprende inoltre un programma speciale chiamato Academy, diviso in Class A e Class B, composto attualmente da 16 ragazze che si allenano per diventare, un giorno, membri ufficiali del gruppo.
Il nome dei membri che hanno annunciato il loro allontanamento dal gruppo è segnato in corsivo.

### Team J
Frieska Anastasia Laksani è il capitano del Team J.
| Nome                                    | Data di nascita (età) | Luogo di nascita | Posizione nelle elezioni | Posizione nelle elezioni | Posizione nelle elezioni | Posizione nelle elezioni | Posizione nelle elezioni | Posizione nelle elezioni |
| Nome                                    | Data di nascita (età) | Luogo di nascita | 1                        | 2                        | 3                        | 4                        | 5                        | 6                        |
| --------------------------------------- | --------------------- | ---------------- | ------------------------ | ------------------------ | ------------------------ | ------------------------ | ------------------------ | ------------------------ |
| Adriani Elisabeth                       | 10 maggio 2000        | Purbalingga      |                          |                          | ×                        | ×                        | ×                        | ×                        |
| Amanina Afiqah                          | 6 gennaio 2006        | Giacarta         |                          |                          |                          |                          |                          | ×                        |
| Aninditha Rahma Cahyadi                 | 5 gennaio 1999        | Palembang        | ×                        | ×                        | ×                        | 10                       | 13                       | 21                       |
| Ariella Calista Ichwan                  | 12 maggio 2000        | Giacarta         |                          |                          |                          |                          | ×                        | 29                       |
| Azizi Asadel                            | 16 maggio 2004        | Tangerang        |                          |                          |                          |                          | ×                        | ×                        |
| Cindy Hapsari Maharani Pujiantoro Putri | 13 settembre 1998     | Banyumas         |                          |                          | ×                        | 20                       | 27                       | 7                        |
| Diani Amalia Ramadhani                  | 5 gennaio 1999        | Pekalongan       |                          |                          |                          | ×                        | ×                        | 14                       |
| Eve Antoinette Ichwan                   | 17 ottobre 2003       | Giacarta         |                          |                          |                          | ×                        | 19                       | ×                        |
| Feni Fitriyanti                         | 16 gennaio 1999       | Cianjur          | ×                        | ×                        | ×                        | ×                        | 4                        | 2                        |
| Fransisca Saraswati Puspa Dewi          | 24 febbraio 2000      | Giacarta         | ×                        | ×                        | ×                        | ×                        | 30                       | ×                        |
| Frieska Anastasia Laksani               | 4 marzo 1996          | Bandung          | ×                        | 19                       | ×                        | 12                       | 31                       | 20                       |
| Gabriel Angelina                        | 17 luglio 2004        | Batam            |                          |                          |                          |                          | ×                        | ×                        |
| Gabriela Margareth Warouw               | 11 aprile 1998        | Giacarta         | ×                        | 16                       | 13                       | ×                        | 29                       | 22                       |
| Nabila Fitriana                         | 29 dicembre 2000      | Bandar Lampung   |                          |                          |                          |                          | ×                        | 25                       |
| Nadila Cindi Wantari                    | 23 settembre 1998     | Bogor            | ×                        | ×                        | 20                       | ×                        | 23                       | 5                        |
| Riska Amelia Putri                      | 18 marzo 2000         | Banyumas         |                          |                          |                          |                          | ×                        | 3                        |
| Rona Anggreani                          | 19 marzo 1995         | Pasuruan         | ×                        | 21                       | ×                        | 11                       | 21                       | 18                       |
| Sania Julia Montolalu                   | 18 luglio 2001        | Giacarta         |                          |                          |                          | ×                        | ×                        | 19                       |

### Team KIII
Shania Gracia è il capitano del Team KIII.
| Nome                             | Data di nascita (età) | Luogo di nascita     | Posizione nelle elezioni | Posizione nelle elezioni | Posizione nelle elezioni | Posizione nelle elezioni | Posizione nelle elezioni | Posizione nelle elezioni |
| Nome                             | Data di nascita (età) | Luogo di nascita     | 1                        | 2                        | 3                        | 4                        | 5                        | 6                        |
| -------------------------------- | --------------------- | -------------------- | ------------------------ | ------------------------ | ------------------------ | ------------------------ | ------------------------ | ------------------------ |
| Anastasya Narwastu Tety Handuran | 16 giugno 2000        | Giacarta             |                          |                          |                          |                          | ×                        | ×                        |
| Angelina Christy                 | 5 dicembre 2005       | Giacarta Meridionale |                          |                          |                          |                          | ×                        | 13                       |
| Aninditha Rahma Cahyadi          | 5 gennaio 1999        | Palembang            | ×                        | ×                        | ×                        | 10                       | 13                       | 21                       |
| Beby Chaesara Anadila            | 18 marzo 1998         | Bandung              | 5                        | 12                       | 22                       | 14                       | 11                       | 8                        |
| Fidly Immanda Azzahra            | 19 marzo 2001         | Karawang             |                          |                          | ×                        | ×                        | 24                       | 28                       |
| Gita Sekar Andarini              | 30 giugno 2001        | Indonesia            |                          |                          |                          |                          | ×                        | ×                        |
| Helisma Putri                    | 15 giugno 2000        | Bandung Occidentale  |                          |                          |                          |                          | ×                        | 15                       |
| Jinan Safa Safira                | 8 giugno 1999         | Giacarta             |                          |                          | ×                        | ×                        | 14                       | 12                       |
| Kandiya Rafa Maulidita           | 14 maggio 2003        | Giacarta             |                          |                          |                          |                          | ×                        | ×                        |
| Mutiara Azzahra                  | 12 giugno 2004        | Indonesia            |                          |                          |                          |                          | ×                        | ×                        |
| Nurhayati                        | 18 ottobre 1997       | Palembang            |                          |                          |                          | 26                       | 5                        | 4                        |
| Rinanda Syahputri                | 13 settembre 2003     | Giacarta             |                          |                          |                          |                          | ×                        | 32                       |
| Shani Indira Natio               | 5 ottobre 1998        | Kebumen              | ×                        | 32                       | 26                       | 1                        | 2                        | 1                        |
| Shania Gracia                    | 31 agosto 1999        | Giacarta             | ×                        | ×                        | 11                       | 4                        | 8                        | 10                       |
| Yessica Tamara                   | 24 settembre 2002     | Medan                |                          |                          |                          |                          | ×                        | 30                       |
| Zahra Nur                        | 5 agosto 2003         | Garut                |                          |                          |                          |                          |                          | ×                        |

### Team T
Tan Zhi Hui Celine è il capitano del Team T.
| Nome                    | Data di nascita (età) | Luogo di nascita     | Posizione nelle elezioni | Posizione nelle elezioni | Posizione nelle elezioni | Posizione nelle elezioni | Posizione nelle elezioni | Posizione nelle elezioni |
| Nome                    | Data di nascita (età) | Luogo di nascita     | 1                        | 2                        | 3                        | 4                        | 5                        | 6                        |
| ----------------------- | --------------------- | -------------------- | ------------------------ | ------------------------ | ------------------------ | ------------------------ | ------------------------ | ------------------------ |
| Amirah Fatin            | 12 ottobre 2000       | Denpasar             |                          |                          |                          |                          |                          | ×                        |
| Aninditha Rahma Cahyadi | 5 gennaio 1999        | Palembang            | ×                        | ×                        | ×                        | 10                       | 13                       | 21                       |
| Aurel Mayori            | 14 maggio 2006        | Tangerang            |                          |                          |                          |                          | ×                        | 31                       |
| Cornelia Vanisa         | 26 luglio 2002        | Tangerang            |                          |                          |                          |                          |                          | ×                        |
| Dhea Angelia            | 18 agosto 2001        | Giacarta Meridionale |                          |                          |                          |                          | ×                        | 26                       |
| Febriola Sinambela      | 26 febbraio 2005      | Giacarta Orientale   |                          |                          |                          |                          |                          | ×                        |
| Fiony Alveria           | 4 febbraio 2002       | Giacarta             |                          |                          |                          |                          |                          | ×                        |
| Flora Shafiq            | 4 aprile 2005         | Tangerang            |                          |                          |                          |                          |                          | ×                        |
| Freya Jayawardana       | 13 febbraio 2006      | Tangerang            |                          |                          |                          |                          |                          | ×                        |
| Jessica Chandra         | 23 settembre 2005     | Giacarta             |                          |                          |                          |                          |                          | ×                        |
| Jesslyn Callista        | 20 aprile 2000        | Tangerang Selatan    |                          |                          |                          |                          |                          | ×                        |
| Lulu Salsabila          | 23 ottobre 2002       | Serang               |                          |                          |                          |                          |                          | ×                        |
| Reva Fidela             | 14 luglio 2006        | Giacarta             |                          |                          |                          |                          |                          | ×                        |
| Tan Zhi Hui Celine      | 21 agosto 2001        | Johor Bahru          |                          |                          | ×                        | 18                       | 22                       | 9                        |
| Umega Maulana           | 27 marzo 2004         | Giacarta             |                          |                          |                          |                          |                          | ×                        |
| Viona Fadrin            | 8 novembre 2000       | Giacarta Orientale   |                          |                          |                          |                          | ×                        | 16                       |

### Academy

#### Class A
- Adzana Shaliha (1º agosto 2005 a Giacarta)
- Caithlyn Gwyneth (26 marzo 2009 a Giacarta)
- Chalista Ellysia (1º marzo 2006 a Sidoarjo)
- Christabel Jocelyn (17 agosto 2007 a Surabaya)
- Cindy Nugroho (9 giugno 2007 a Giacarta)
- Febi Komaril (3 febbraio 2000 a Giacarta Meridionale)
- Febrina Diponegoro (17 febbraio 2002 a Bekasi)
- Gabriella Stevany (22 maggio 2002 a Giacarta)
- Indah Cahya (20 marzo 2001 a Jambi)
- Kathrina Irene (26 luglio 2006 a Bekasi)
- Keisya Ramadhani (10 novembre 2004 a Giacarta)
- Marsha Lenathea (9 gennaio 2006 a Giacarta)
- Nabila Gusmarlia (22 giugno 2005 a Giacarta)
- Putri Elzahra (19 maggio 2006 a Depok)
- Shalza Grasita (7 ottobre 2004 a Giacarta)
- Shinta Devi (7 giugno 2004 a Tangerang)

## Discografia
Album
- 2013 - Heavy Rotation
- 2016 - Mahagita
- 2017 - JKT48 Festival: Greatest Hits
- 2017 - B•E•L•I•E•V•E
- 2019 - JOY KICK! TEARS

Singoli
- 2013 - "RIVER"
- 2013 - "Apakah Kau Melihat Mentari Senja?"
- 2013 - "Fortune Cookie Yang Mencinta"
- 2013 - "Musim Panas Sounds Good!"
- 2014 - "Flying Get"
- 2014 - "Gingham Check"
- 2014 - "Papan Penanda Isi Hati"
- 2014 - "Angin Sedang Berhembus"
- 2015 - "Pareo Adalah Emerald"
- 2015 - "Refrain Penuh Harapan"
- 2015 - "Halloween Night"
- 2016 - "Beginner"
- 2016 - "Hanya Lihat ke Depan"
- 2016 - "Love Trip"
- 2016 - "Luar Biasa"
- 2017 - "So Long!"
- 2017 - "Indahnya Senyum Manismu dst."
- 2017 - "Dirimu Melody"
- 2018 - "Everyday, Kachuusha / UZA"
- 2019 - "High Tension"
- 2020 - "Rapsodi"